# Glanycus blachieri
Glanycus blachieri är en fjärilsart som beskrevs av Charles Oberthür 1910. Glanycus blachieri ingår i släktet Glanycus och familjen Thyrididae. Inga underarter finns listade i Catalogue of Life.